# 阿尔韦托·卡尔沃
阿尔韦托·乌利亚斯特雷斯·卡尔沃（西班牙語：Alberto Ullastres Calvo，1914年1月15日—2001年11月15日），是西班牙的政治家、经济学家，在弗朗西斯科·弗朗哥统治时期担任商务部部长，他与劳雷亚诺·罗多、马里亚诺·鲁维奥一起推动了经济改革政策，创造了西班牙的“经济奇迹”。